# ألم مزمن
يصنف الألم على أنه ألم مزمن عندما يستمر لمدة تزيد عن 3 – 6 أشهر. يُفرق الأطباء بين الألم الحاد والألم المزمن بحسب الفترة الزمنية منذ وقت ظهوره، ورغم أن أغلب التصنيفات تحدد فترة 3 – 6 أشهر للتفريق بين الألم المزمن والألم الحاد، لكن بعض الباحثين حددوا فترة 12 شهرًا للتفريق بين الألم الحاد والألم المزمن، هناك تعريف بديل للألم المزمن لا يتضمن مدة محددة، بل يُعرف الألم المزمن بأنه أي ألم يستمر لفترة أطول من فترة الشفاء المتوقعة.
قد يكون الألم المزمن محيطيًا (ينشأ في الجسم) أو مركزيًا (ينشأ في الدماغ أو النخاع الشوكي)، وغالبا ما يكون الألم المركزي صعب العلاج. أظهرت الدراسات الوبائية أن 8 – 11.2% من البشر يعانون من الألم المزمن. يمكن استخدام العديد من الأدوية غير الأفيونية لعلاج الألم المزمن، اعتمادًا على ما إذا كان الألم ناتجًا عن أذية في الأنسجة أو بسبب اعتلال الأعصاب، قد تكون العلاجات النفسية، مثل العلاج السلوكي المعرفي، فعالة في تحسين نوعية الحياة لدى المصابين بألم مزمن، وقد يستفيد بعض المرضى الذين يعانون من الألم المزمن من العلاج بالأدوية الأفيونية بينما قد يتضرر آخرون منه. يُنصح الأشخاص الذين يعانون من آلام غير سرطانية ولم تساعدهم الأدوية غير الأفيونية بتجربة المسكنات الأفيونية إذا لم يكن لديهم سوابق تعاطي مخدرات ولا يوجد لديهم مرض نفسي حالي، ولكن إذا فشلت المسكنات الأفيونية في تخفيف الألم المزمن، يجب التوقف عن تناولها.
يميل الأشخاص الذين يعانون من الألم المزمن إلى الإصابة بمعدلات أعلى من الاكتئاب، لكن الصلة الدقيقة بين الألم المزمن والأمراض النفسية غير واضحة بدقة. أظهرت دراسة أجريت عام 2017 أن المسارات الحسية للإصابة بآلام الجسم تشترك في نفس مناطق الدماغ المسؤولة عن الحالة النفسية للمريض. يمكن أن يساهم الألم المزمن في تقليل النشاط البدني بسبب الخوف من تفاقم الألم، ويمكن أن تتأثر شدة الألم والتحكم في الألم والقدرة على تحمل الألم بمستويات وأنواع مختلفة من الدعم الاجتماعي الذي يتلقاه الشخص المصاب بالألم المزمن، وتتأثر أيضًا بالحالة الاجتماعية والاقتصادية للمريض.
أحد وسائل التنبؤ بقدرة الشخص على التعامل مع الألم المزمن هو النموذج البيولوجي النفسي الاجتماعي، والذي يوضح أن تجربة الفرد مع الألم المزمن تتأثر بمزيج معقد من بيولوجيته وبيئته الاجتماعية.

## التصنيف
يمكن تقسيم الألم المزمن إلى «مستقبل للألم» (بسبب تنشيط حس الألم)، و«اعتلال عصبي» (بسبب خلل أو قصور في الجهاز العصبي).
قد ينقسم حس الألم إلى «ألم جسدي سطحي» و«ألم جسدي عميق»، و العميق ينقسم إلى قسمين «ألم جسدي عميق» و«ألم حشوي». يبدأ الألم الجسدي السطحي بتنشيط الإحساس الألم في الجلد أو الخلايا السطحية. بينما يبدأ الألم الجسدي العميق عن طريق تنبيه مستقبل الألم في الأنسجة والأوتار والعظم والدم والأوعية واللـفافات والعضلات، وهو ألم موضعي سئ، مؤلم ومكتوم. ينشأ الألم الحشوي في الحشى (الأعضاء). متمركز بشكل واضح، ولكن كثيرا ما يَصعُب تحديد مكان الألم وتؤدي العديد من المناطق الحشوية إلى الألم «المشار إليه» عند إصابتها، حيث يكون الشعور بالألم في منطقة أبعد ما تكون عن مكان الألم أو الإصابة.
أما الألم الاعتلال العصبي فمنقسم إلى «ألم محيطي»(ناتج عن الجهاز العصبي المحيطي) و«مركزي» (ناتج عن الدماغ أو الحبل الشوكي). كثيرا ما يتم وصف الألم الاعتلال العصبي المحيطي بـ«الشديد»، «وخزي»، «كهربائي»، «الحاد».أو يتم تشبيهه بـ «أحر من الجمر». فاصطدام «عظمة الكوع» مـُحد ِث للألم العصبي المحيطي.
"الألم المصطنع"؛ وهو ألم ينشأ على الرغم من عدم وجود دليل واضح على تلف الأنسجة أو الجهاز الحسي الجسدي يسبب الألم.

## الأسباب
يحدث الألم نتيجة إرسال التنبيهات الألمية إلى القرن الخلفي للنخاع الشوكي. يؤدي تكرار التنبيهات الألمية إلى إحداث تغييرات تؤدي لخفض عتبة إرسال إشارات الألم. يُعتقد أن الألياف العصبية التي تُولد إشارات الألم هي الألياف العصبية من النوع سي، لأنها تتميز بأنها بطيئة التوصيل وتؤدي إلى إحساس مؤلم يستمر لفترة طويلة. يصعب عكس حالة الألم المزمن أو إيقافها بمجرد إنشائها. يمكن أن يكون الألم المزمن في بعض الحالات ناتجًا عن عوامل وراثية تؤثر على تمايز الخلايا العصبية، ما يؤدي إلى انخفاض عتبة الإحساس بالألم بشكل دائم.
وصف الألم المزمن على أنه مرض يؤثر على بنية الدماغ ووظيفته لأسباب مختلفة، وقد أظهرت دراسات التصوير بالرنين المغناطيسي وجود خلل تشريحي في بنية الدماغ حتى أثناء الراحة، يصيب هذا الخلل مناطق معينة مسؤولة عن تفسير المنبهات الألمية. أثبتت الدراسات أيضًا أن الألم المستمر يسبب فقدان المادة الرمادية، وهو الأمر الذي يمكن عكسه بمجرد زوال الألم.
يمكن تفسير هذه التغييرات الهيكلية بأنها نوع من المرونة العصبية، ففي حالة الألم المزمن يُعاد تنظيم التمثيل الجسدي للجسم بشكل غير مناسب، ما يمكن أن يسبب زيادة الإحساس بالألم. أظهر مخطط الدماغ الكهربائي عند الأشخاص الذين يعانون من ألم مزمن تغيرًا في النشاط الدماغي، ما يشير إلى تغير في الدارات والأمواج العصبية التي يسببها الألم، وبشكل أكثر تحديدًا لوحظ زيادة في موجات بيتا وانخفاضًا في نشاط الموجات ألفا وتيتا.
يمكن أن تعمل مستقبلات الدوبامين المختلة وظيفيًا في الدماغ كآلية مشتركة بين الألم المزمن والأرق والاكتئاب. بينت الدراسات أيضًا خللًا في الخلايا النجمية والخلايا الدبقية الصغيرة عند الأشخاص الذين يعانون من الألم المزمن. قد تؤدي زيادة نشاط الخلايا الدبقية الصغيرة وزيادة إنتاج السيتوكينات منها إلى تفاقم حالة الألم المزمن، ولوحظ أيضًا أن الخلايا النجمية تفقد قدرتها على تنظيم نشاط الخلايا العصبية، ما يزيد من النشاط العصبي التلقائي في الدارات العصبية المسؤولة عن نقل الألم.

## العلاج
يضم فريق علاج الألم النموذجي من أطباء (خاصة أطباء التخدير) وعلماء نفس مختصين في إعادة التأهيل وأخصائيي علاج طبيعي ومعالجين مهنيين ومساعدي الأطباء وممرضات. يكون علاج الألم الحاد بسيطًا عادة، لكن تدبير الألم المزمن يتطلب في كثير من الأحيان جهودًا منسقة من قبل فريق علاج متكامل.

### الأدوية غير الأفيونية
يُنصح في البداية باستخدام الأدوية غير الأفيونية لتدبير الألم المزمن مثل أسيتامينوفين (باراسيتامول) أو مضادات الالتهاب غير الستيروئيدية. يمكن استخدام العديد من الأدوية الأخرى غير الأفيونية اعتمادًا على ما إذا كان الألم ناتجًا عن أذية في الأنسجة أو بسبب اعتلال الأعصاب (الألم الناجم عن أذية أو خلل في الجهاز العصبي). أما الألم الناتج عن الأورام الخبيثة أو الألم المزمن الناجم عن أمراض معينة مثل التهاب المفاصل الرثياني يمكن علاجه بشكل أفضل باستخدام المسكنات الأفيونية، أما بالنسبة لألم الأعصاب فقد تكون الأدوية الأخرى أكثر فعالية من المسكنات الأفيونية مثل مضادات الاكتئاب ثلاثية الحلقة، ومثبطات امتصاص السيروتونين والنورإبينفرين، ومضادات الاختلاج. قد تكون بعض مضادات الذهان مثل أولانزابين فعالة في علاج هذه الحالات أيضًا. قد تكون الأدوية الهرمونية مثل حبوب منع الحمل الفموية مفيدة أيضًا عند النساء المصابات بألم مزمن.
يمكن أن تساعد العلاجات النفسية مثل العلاج السلوكي المعرفي في تحسين نوعية الحياة وتقليل مستويات الألم، ويمكن أن تساعد العلاجات النفسية كبار السن في تقليل الألم وتحسين الفعالية الذاتية لإدارة الألم، وثبت أيضَا أن العلاجات النفسية فعالة عند الأطفال والمراهقين الذين يعانون من الصداع المزمن أو حالات الألم المزمن الأخرى.

### المسكنات الأفيونية
يمكن تجربة العلاج بالمسكنات الأفيونية بالنسبة لأولئك الذين لم يستفدوا من التدابير الأخرى وليس لديهم سوابق أمراض نفسية أو تعاطي مخدرات، وإذا لم تحدث فائدة كبيرة من هذا العلاج يستحسن إيقافه.
يستفيد بعض الأشخاص الذين يعانون من الألم المزمن من العلاج بالمسكنات الأفيونية، بينما لا يستفدون آخرون منه بل قد يسبب ضررًا لبعض المرضى. تشمل الأضرار المحتملة للعلاج بالمسكنات الأفيونية: نقص إنتاج الهرمونات الجنسية، قصور الغدد التناسلية، العقم، ضعف جهاز المناعة، أمراض القلب واضطرابات التنفس، الإدمان واضطرابات نفسية عديدة.

### الطب البديل
يشمل الطب البديل الممارسات الصحية أو المنتجات التي تستخدم لعلاج الألم أو مرض ما ولا تنتمي إلى الطب التقليدي. ثبت أن تغيير نوع الغذاء يساعد في تحسين أعراض الألم المزمن مع مرور الوقت، ومن الشائع استخدام المكملات الغذائية عند محاولة تخفيف الألم المزمن والسيطرة عليه، ومن أهم هذه المكملات: فيتامين إي وحمض الليبويك والكارنيتين، وقد يكون الفيتامين إي هو الأكثر فائدة من بين هذه المكملات لأنه يساعد على تقليل السمية العصبية عند مرضى السرطان والمصابين بأمراض القلب والأوعية.

## العلاجات الحديثة للألم المزمن
يُعد الألم المزمن، ظاهرة معقدة لا تستجيب دائمًا بشكل كافٍ للعلاج الدوائي التقليدي. تشير أبحاث حديثة إلى أن عوامل نفسية مثل التوتر، الصدمات العاطفية غير المعالجة، والنزاعات الداخلية قد تلعب دورًا محوريًا في استمرار الألم، من خلال تأثيرها على الجهاز العصبي المركزي. استنادًا إلى هذه الفرضيات، طُوّرت في السنوات الأخيرة عدة مداخل علاجية نفسية معرفية تهدف إلى تعديل طريقة معالجة الدماغ للألم وإعادة بناء دلالاته المعرفية والعاطفية.
تُعد ثلاث طرق علاجية من بين الأساليب البارزة المدروسة حاليًا:
• PDSR: إعادة معالجة إشارة الخطر الشخصية (Personalized Danger Signal Reprocessing)
• EAET: العلاج بالوعي والتعبير العاطفي (Emotional Awareness and Expression Therapy)
• PRT: العلاج بإعادة معالجة الألم (Pain Reprocessing Therapy)

### PDSR – اعادة معالجة إشارة الخطر الشخصية
آلية العمل: يفترض هذا النهج أن الألم المزمن ناتج عن تقييم غير دقيق لإشارات الجسم في الدماغ، بحيث يُفسر الدماغ الإحساس الجسدي الآمن على أنه تهديد. يدمج العلاج بين التثقيف العصبي والحركي، وتقنيات التنفس والاسترخاء، والوعي الجسدي (mindfulness)، لمساعدة المريض على إعادة تفسير هذه الإشارات. يتضمن العلاج أيضًا تتبع تفاعلات غير لفظية بين المريض والمعالج، مثل الحركات المتزامنة، بهدف فهم العمليات الداخلية المرتبطة بتقليل الألم
المؤشرات السريرية: طُوّر PDSR خصيصًا لمرضى آلام الظهر الأولية غير الناتجة عن إصابة عضوية. ويُقدّر أن هذه الفئة تشمل ما يصل إلى 18% من السكان. يُنصح به لمن يعانون من مستويات مرتفعة من القلق أو التفكير الكارثي تجاه الألم، ولمن يبحثون عن أسلوب عملي للتعامل مع الألم عبر التعلم الذاتي.
بروتوكول العلاج: في دراسة تجريبية أولية، طُبّق البرنامج في ثمانية لقاءات جماعية أسبوعية عبر الإنترنت، مدة كل منها ساعة ونصف. شملت اللقاءات محاضرات تعليمية حول علم الألم، وتمارين جسدية تهدف إلى إعادة تأطير الألم كاستجابة غير خطيرة. يُذكر أنه في دراسات أحدث، يُطبّق البرنامج بشكل فردي وليس بالضرورة ضمن مجموعات، ويُنفذ خلال سبعة أسابيع بطريقة هجينة تشمل لقاءات وجهًا لوجه وأخرى عبر الإنترنت
الدلائل العلمية: أظهر البحث الأولي تحسنًا ملحوظًا في شدة الألم (p<0.001)، وتحسنًا في الأداء اليومي والمؤشرات العاطفية مثل القلق والتفكير الكارثي (p<0.01). ومع أن النتائج مشجعة، إلا أن البرنامج لا يزال في مراحله الأولية ويستلزم دراسات أوسع لتأكيد فعاليته طويلة المدى.

### EAET – العلاج بالوعي والتعبير العاطفي
آلية العمل: يركّز هذا الأسلوب على الدور الذي تلعبه المشاعر المكبوتة والذكريات العاطفية غير المعالجة في تعزيز حساسية الدماغ للألم. يشجّع العلاج المرضى على استكشاف مشاعر مثل الغضب، الحزن، أو الخوف والتعبير عنها لفظيًا أو بطرق غير لفظية ضمن بيئة علاجية آمنة.
المؤشرات السريرية: طُبّق EAET بشكل خاص على مرضى حالات مثل الفيبروماليجيا، متلازمة القولون العصبي، آلام الحوض المزمنة، وأعراض جسدية غير مفسرة طبيًا. وتبيّن أن هذه الحالات غالبًا ما ترتبط بخلفيات من الصدمات النفسية.
بروتوكول العلاج: في دراسة Lumley وآخرين (2017)، خضع 230 مريضًا لثمانية جلسات جماعية أسبوعية مدتها 90 دقيقة، تخللتها تمارين تعبير عاطفي وتثقيف حول العلاقة بين المشاعر والألم.
الدلائل العلمية: أظهرت الدراسات أن العلاج أدى إلى تقليل الألم وتحسين الأداء الوظيفي. وأظهر عدد أكبر من المشاركين تحسنًا بنسبة تتجاوز 50% في الألم مقارنة بالعلاج المعرفي-السلوكي (CBT) أو التثقيف العام. مع ذلك، يُوصى باستخدام EAET مع المرضى القادرين على التعامل مع مشاعر صعبة والانخراط في تجارب عاطفية عميقة.

### PRT – العلاج بإعادة معالجة الألم
آلية العمل: يقوم هذا النهج على إعادة تفسير الدماغ للألم على أنه نتيجة توقعات ذهنية خاطئة بدلًا من كونه مؤشرًا حقيقيًا للضرر. يتضمن العلاج تغيير فهم المريض لأصل الألم، بحيث يتوقف عن اعتباره تهديدًا حقيقيًا ويبدأ في رؤيته كرد فعل يمكن تعديله عبر العمل العقلي.
المؤشرات السريرية: تركز البحث الأساسي على مرضى آلام الظهر الأولية غير العضوية، خاصة من الفئة العمرية المتوسطة. ويُعتقد أن العلاج قابل للتطبيق أيضًا على أنواع أخرى من الألم المركزي المرتبط بالتوتر أو التفكير المفرط.
بروتوكول العلاج: يتضمن ثماني جلسات فردية تمتد لأربعة أسابيع (جلتان أسبوعيًا)، يُدرّب فيها المعالج المريض على استيعاب معلومات حول طبيعة الألم، إجراء حركات خفيفة تحت إشراف، ومواجهة المشاعر المرتبطة بالألم.
الدلائل العلمية: في دراسة منشورة في JAMA Psychiatry (2022)، أفاد 66% من المرضى أنهم أصبحوا شبه خالين من الألم (درجة 0–1 من 10) مقارنة بـ20% في مجموعة البلاسيبو، و10% في العناية المعتادة. واستمر التأثير الإيجابي بعد مرور سنة، ما يعزز موثوقية النتائج رغم الحاجة للمزيد من الدراسات.

### مقارنة بين الأساليب
تشترك الأساليب الثلاثة في تركيزها على الجانب النفسي-المعرفي للألم، لكنها تختلف في أسلوب التطبيق:
• يُعد EAET مناسبًا لمن يعانون من صراعات عاطفية داخلية ويرغبون في معالجتها ضمن إطار علاجي تعبيري.
• يركّز PRT على تعديل القناعات العقلية دون الخوض في الجوانب العاطفية.
• يجمع PDSR بين الوعي الجسدي والتعليم الذاتي، ويُطبّق غالبًا في مجموعات.
لا توجد أدلة حاسمة حتى الآن حول أفضلية أسلوب على آخر، ويوصى بتكييف العلاج وفقًا لخصائص المريض النفسية والسلوكية، مع إمكانية دمج أكثر من طريقة علاجية حسب الحاجة.

## فيزيولوجيا المرض
قد يؤدي التنشيط المستديم لانتقال إحساس الألم إلى القرن الظهراني إلى ظاهرة مزعجة. وهذا يؤدي إلى تغيرات مرضية تخفف من حدة ألم الإشارات المنتقلة. كما أنها قد تنتج ألياف عصبية مستقبلة للألم رداً على إشارات الألم. وقد تستطيع ألياف عصبية لإحساس الألم أن تنتج وتنقل إشارات الألم. ففي الألم المزمن تعد عملية الإعادة أو الإزالة صعبة إذا تم إثباتها.
للألم المزمن أسباب مختلفة تم توصيفها بالمرض الذي يؤثر على بنية الدماغ ونشاطها. وأظهرت دراسات تصوير الرنين المغناطيسي أن هناك اتصال وظيفي وتشريحي
مضطرب بصدد مناطق تتعلق بمعالجة الألم. كما أظهرت أن الألم المستديم ينتج عنه فقدان المادة السنجابية، قابلة للإصلاح إذا برأ الألم.

## الضبط
نادرًا ما ينجح تخفيف وطأة الألم التام والمستديم للعديد من الاعتلالات العصبية وأغلب الآلام المزمنة مجهولة السبب (الألم الذي يستغرق أكثر مما هو متوقع لشفاءه، أو ألم مزمن لمرض دفين غير معروف)، لكن يمكن فعل الكثير لتقليل من المعاناة وتحسين جودة الحياة.
يعد ضبط الألم (يُسمى أيضاً طب الألم) أحد فروع الطب التي توظف طريقة متعددة الاختصاصات لتفريج الألم وتحسين جودة الحياة لهؤلاء المرضى.
إن الفريق النموذجي لضبط الألم يتضمن أطباء متمرسون، وأخصائيو علم نفس سريري، ومعالجون فيزيائيون(أخصائيو علاج طبيعي)، ومعالجون مهنيون، ممرضات متمرسات عادة ما يبرأ الألم الحاد بجهود أحد هؤلاء الممارسون. إلا أن ضبط الألم المزمن كثيرًا ما يتطلب الجهود المتظافرة للفريق المعالج.

### نموذج سلوكي
إن النموذج السلوكي للألم المزمن يعود أصله إلى أدب التحليل التطبيقي للسلوك. يركز النموذج على التقليل من تصرفات مصاحبة للألم. وقد كشف هذا النموذج عن فاعلية في تقليل استجابة الألم من خلال تدابير استثابية.
. فتم تفعيل نموذج [نشاط سلوكي] للألم مؤخرًا.

## توقعات سير المرض
قد يسبب الألم المزمن أعراض أخرى أو حالات، تشمل الاكتئاب والقلق. كما أنها قد تشارك في نقص نشاط جسماني في إطار فهم الألم المتفاقم.
.
أ ُجرى القليل من الأبحاث حول الآثار المعرفة بالألم المزمن، بجانب أغلب المطبوعات تركز على نتائج المعرفة بالألم ولكن 5% فقط يدرسون تأثير الألم على المعرفة.
فقد اختزل مرضى الألم المزمن الحاد بطريقة ملحوظة من قدرتهم على أداء المهام
التي تتطلب المراعاة والانتباه. فالألم يظهر ليسترعي اهتمام مرضى الألم المزمن بقوة؛ تكشف اختبارات تقيم القدرة على المعالجة عن أداء أضعف من الأصحاء في جميع الاختبارات التي تتطلب اهتمام. وُجد الاستثناء في المهام التي تسترعي انتباه شديد حيث تعادل أداء الطرفين.
. ففي اختبار تجريبي، أثبت ثـُلثي مرضى الألم المزمن إكلينيكيا (سريريا) قصور ملحوظ في الانتباه، بصرف النظر عن السن، التعليم، العلاج واضطرابات النوم. أظهر أصحاب أعلى معدلات الألم أن اضطراب تتابع الذاكرة يشير إلى أن الألم ينتقص من الذاكرة العاملة.

## علم النفس

### الشخصية
إثنان من أكثر سمات الشخصية شيوعاً لدى مرضى الألم المزمن قام بها اختبار مينيسوتا المتعدد الأدوار للشخصية (MMPI) هي تحويل الخامس والثالوث العُصابي. إن شخصية التحويل الخامس، المزعوم بسبب أعلى نتائج لاختبار مينيسوتا المتعدد الأدوار للشخصية (MMPI) لمقياسي 1 و3، فيما يختص بالمقياس 2، من شكل “V” على الرسم البياني، يشير إلى قلق مبالغ فيه حول أحاسيس الجسد، تطوير أعراض جسدية في استجابته للضغط، وعادة ما يفشل في إدراك حالتهم النفسية. التي تشتمل على الاكتئاب. كما تشير شخصية الثالوث العصابي، بتسجيل نتائج عالية على المقياس 1، 2 و 3 قلق مبالغ فيه بشأن أحاسيس الجسد وينـّمي أعراض جسدية استجابة للضغط، ولكنه يشترط ويشتكي.